# Купорос
Купорос (рос. купорос, англ. vitriol, нім. Vitriol n) — технічна назва кристалогідратів сульфатів деяких важких металів.

## Купороси природні
Купороси природні, (англ. vitriols, нім. Vitriolen n pl) — водні та безводні сульфати Fe, Mg, Cu, Zn, Mn, Ni та ін., переважно двовалентних металів, які утворюють нальоти, кірочки, вицвіти, виповнюють порожнини тріщин, а також зустрічаються у вигляді цементу уламкового матеріалу. Всі купороси, за винятком епсоміту, є вторинними продуктами окиснення сірчаних сполук.
В промисловості і сільському господарстві використовують найпоширенішими купоросами є такі:
- залізний купорос — FeSO4·7H2O
- мідний купорос — CuSO4·5H2O
- цинковий купорос — ZnSO4·7H2O
- ванадієвий купорос — VSO4·7H2O
- кобальтовий купорос — CoSO4·7H2O
- нікелевий купорос — NiSO4·7H2O
- свинцевий купорос — PbSO4
- хромовий купорос — CrSO4·7H2O
- марганцевий купорос — MnSO4·5H2O

## Купервас
Купервас — стара українська назва купоросів[джерело?].